# إيرانسل
إيرانسل (بالفارسية: ایرانسل) هي شركة إيرانية تُعد ثاني أكبر مزود لخدمات الهاتف المحمول في إيران. تأسست في 27 نوفمبر 2005، كمشروع مشترك بين شركة إم تي إن الجنوب أفريقية (MTN Group) التي تمتلك 49% من الأسهم، وشركة إيران للتنمية الإلكترونية التي تمتلك 51% من الأسهم.
في 3 ديسمبر 2014، أطلقت إيرانسل رسميًا أول شبكة 4G LTE في إيران في تسع مدن رئيسية. وقدمت الشركة تغطية شاملة على مستوى البلاد باستخدام تقنيات FD-LTE وTD-LTE، ما جعلها رائدة في تقديم هذه الخدمة في سوق الاتصالات الإيراني. اعتبارًا من ديسمبر 2021، بلغ عدد مشتركي إيرانسل النشطين أكثر من 50.4 مليون مشترك، مما يضعها في صدارة مزودي خدمات الهاتف المحمول في إيران. تشتهر إيرانسل بتقديم حلول اتصالات مبتكرة، وتعمل على تطوير تقنيات الجيل الخامس 5G.

## المساهمون
تمتلك إيرانسل شركتين رئيسيتين كمساهمين:
- مجموعة إم تي إن (49٪)
- شركة إيران للتطوير الإلكتروني (51٪)

تساهم الشراكة مع مجموعة إم تي إن، التي تعد واحدة من أكبر شركات الاتصالات في إفريقيا والشرق الأوسط، في تعزيز قدرة إيرانسل على تقديم خدمات عالمية المستوى في إيران.

## التوسع في سوق الإنترنت والتكنولوجيا
تعمل إيرانسل على تطوير وتوسيع نطاق خدمات الإنترنت في إيران. مع التركيز الكبير على تحسين بنية الشبكات السلكية واللاسلكية، أطلقت الشركة خدمات الإنترنت عبر الألياف البصرية (Fiber Optic) في العديد من المناطق. بالإضافة إلى ذلك، تقوم إيرانسل بتقديم خدمات "الإنترنت المنزلي" والذي يستخدم تقنيات الجيل الرابع لتوفير الإنترنت السريع للمنازل. وفي عام 2022، أطلقت الشركة تقنية الإنترنت الثابت عبر الهاتف المحمول في مختلف المدن الإيرانية، مما يعزز من توفر خدمات الإنترنت لجميع الفئات الاجتماعية.
تسعى إيرانسل إلى أن تكون الرائدة في مجال التكنولوجيا في إيران، حيث تعمل بشكل مستمر على تحديث شبكاتها لتقديم أفضل تجربة للمستخدمين. ووفقًا لتقرير من موقع صحيفة إيران المالية، أكدت إيرانسل أنها ستواصل توسيع شبكة الـ 4G في جميع أنحاء البلاد استعدادًا لتجهيز الشبكة لتكنولوجيا الـ 5G.

## الجدل

### العقوبات
في ظل العقوبات المفروضة على إيران، واجهت إيرانسل تحديات كبيرة في الحصول على التقنيات الحديثة. بحسب تقرير رويترز، تمكنت الشركة من الحصول على تقنيات أمريكية محظورة، ما أثار العديد من التساؤلات حول كيفية تعاملها مع العقوبات الدولية. وقد ورد في التقرير أن إيرانسل قد تكون قد تجاوزت بعض القيود المفروضة على الشركات الإيرانية.

### إهانةأهل السنة‌ والجماعةومقاطعتهم
في يوليو 2013، اتهم المجتمع السني في إيران، وهو ثاني أكبر جماعة دينية في البلاد، إيرانسل بإهانة عمر بن الخطاب بعد أن تم ذكره في إحدى مسابقاتها بعبارات مسيئة. أثار هذا الحادث احتجاجات واسعة في محافظات كردستان وسهول سيستان وبلوشستان ذات الأغلبية السنية، مما أدى إلى مقاطعة واسعة للشركة من قبل هذه المجتمعات. وبسبب ذلك، اضطر مسؤولون في إيرانسل للاعتذار عن "الخطأ غير المقصود".

### تسعير تصفح الإنترنت
في ديسمبر 2014، قررت إيرانسل مضاعفة أسعار خدمات الإنترنت عبر الهاتف المحمول، وهو ما أثار استياء عدد كبير من المشتركين. ردًا على ذلك، بدأ المستخدمون في الاحتجاج عبر وسائل التواصل الاجتماعي، كما قامت بعض مجموعات العملاء بمقاطعة الشركة بشكل جماعي. كانت هذه الخطوة أحد العوامل التي أثرت على صورة الشركة في فترة من الفترات، خاصة في ظل تزايد المنافسة في السوق الإيراني.

### تسريب خصوصية المشتركين
تعرضت إيرانسل لانتقادات شديدة بسبب تسريب بيانات شخصية لمشتركيها في يوليو 2016. وفقًا لتقارير إعلامية، تم تسريب معلومات حساسة عبر تطبيقات تواصل اجتماعي مثل تيليجرام، ما أثار العديد من المخاوف الأمنية. وادعى وزير الاتصالات الإيراني في ذلك الوقت أن التسريب كان ناتجًا عن تسليم بيانات المستخدمين إلى وكالة استخباراتية في إيران. ورغم محاولات إيرانسل تهدئة الوضع، إلا أن الشركة لم تتحمل المسؤولية كاملة عن الحادث.

## التوسع في خدمات الدفع الرقمي
في السنوات الأخيرة، بدأت إيرانسل في توسيع نطاق خدماتها لتشمل الدفع الرقمي، وذلك في إطار سعيها لتحسين تجربة العملاء في إيران. بدأت الشركة في تقديم خدمات الدفع عبر الهاتف المحمول، حيث يمكن للعملاء إجراء المدفوعات المالية عبر هواتفهم الذكية بسهولة وأمان. هذه الخدمات تشمل الدفع للمشتريات عبر الإنترنت ودفع الفواتير المختلفة، وقد نالت هذه الخدمة إشادة كبيرة من المستخدمين بسبب سهولتها وتوفير الوقت.
وفي تقرير من وكالة رويترز، تم الإشارة إلى أن إيرانسل قد قامت بتطوير شراكات مع شركات الدفع الرقمي الكبرى لتمكين عملائها من استخدام هذه الخدمات في التعاملات اليومية.

## وصلات خارجية
- الموقع الرسمي